# 日本と南スーダンの関係
本項では、日本と南スーダンとの関係（英語: Japan–South Sudan relations）について述べる。

## 両国の比較
|             | 南スーダン                  | 日本                            | 両国の差                    |
| ----------- | --------------------------- | ------------------------------- | --------------------------- |
| 人口        | 1223万人（2015年）          | 1億2711万人（2015年）           | 日本は南スーダンの約98.45倍 |
| 国土面積    | 64万 km²                    | 37万7972 km²                    | 南スーダンは日本の約1.7倍   |
| 首都        | ジュバ                      | 東京                            |                             |
| 最大都市    | ジュバ                      | 東京                            |                             |
| 政体        | 大統領制                    | 議院内閣制                      |                             |
| 公用語      | 英語                        | 日本語（事実上）                |                             |
| 国教        | なし                        | なし                            |                             |
| GDP（名目） | 128億8200万米ドル（2015年） | 4兆1162億4200万米ドル（2015年） | 日本は南スーダンの約319.5倍 |
| 防衛費      | N/A                         | 409億米ドル（2015年）           |                             |

## 概略

### 南北スーダンの対立と南スーダン共和国の独立（1956～2011年）
1956年1月1日に独立したスーダンの南部が南スーダンであるが、イスラム教・アラブ系・アラビア語を中心とする北部とアニミズム・キリスト教・アフリカ系・英語を中心とする南部とで根強い対立があり、第一次スーダン内戦（1955～1972年）と第二次スーダン内戦（1983～2005年）と合計40年近くにも及ぶ内戦が戦われていた。
南部の人々はアメリカ合衆国など国際社会を味方に付けて、独立の是非を問う住民投票に持ち込むことに成功し、2011年1月に国際監視下で住民投票を実施、98.83％もの圧倒的多数の独立賛成票を得た。同年7月9日、先の選挙の結果を受けて南部が「南スーダン共和国」として独立。同日、日本は松本剛明外務大臣による談話を通じて南スーダンの独立を承認、祝賀した。また、同日にジュバで開催された独立式典には、菊田真紀子外務大臣政務官が出席している。

### 独立から南北スーダン国境紛争の終結まで（2011～2013年）
南スーダン独立の前日である2011年7月8日、国連安保理決議1996が採択され、南スーダンの平和維持活動を担う国際連合南スーダン派遣団（国連南スーダン共和国ミッション、UNMISS）が現地で活動を開始。同年11月に日本はUNMISSに司令部要員を派遣し、翌2012年1月からは自衛隊施設部隊も派遣されている（自衛隊南スーダン派遣）。
同年4月、南北スーダン国境界部の油田地帯を巡って武力紛争が勃発したが、国連安保理は南北スーダンいずれにも肩入れせず両国を非難、5月2日には両国に対して即時停戦を要求した。翌2013年1月、南北スーダン両首脳がエチオピアのアディスアベバで会談し、産油地帯の扱いに関する暫定的な取り決めで合意。その後も何度が偶発的な衝突が起こっているものの、南北スーダンの武力紛争は一応の終息を見た。
2013年5月、国を空けて外遊できる貴重なチャンスを捉えて、サルバ・キール・マヤルディ初代大統領が初めて訪日。5月31日、キール大統領は安倍晋三内閣総理大臣との首脳会談を行い、翌6月1日から第5回アフリカ開発会議（TICAD V）にも参加した。なお、日本の元首級である内閣総理大臣、天皇ともに、これまで南スーダンを訪問した実績はない。
同年7月1日、首都のジュバに在南スーダン日本国大使館が開設。赤松武が参事官に就任し、同年10月11日に特命全権大使に昇格した。

### 南スーダン内部での派閥抗争（2013年～）
南北対立の終息は、南スーダンの平和の到来を意味しなかった。今度は、北部（スーダン）という共通の敵を失った南部（南スーダン）内で派閥抗争が始まることになる。
2013年7月23日、独立時から初代大統領を務めていたキール大統領は、南スーダン独立の功労者である与党スーダン人民解放運動（SPLM）の主要幹部を一斉に解任する内閣改造を行った。独立時から初代副大統領を務めていたリエック・マチャルも、この内閣改造で解任された閣僚のうちの一人であった。
同年12月14日、首都ジュバにおいてスーダン人民解放軍の一部と大統領警護隊が衝突し、部族対立も相俟って死者500人あまりもの流血の惨事となった。キール大統領は、この武力衝突をマチャル元副大統領を首謀とするクーデターであると断定して元閣僚を含む関係者を逮捕。これにより、キール大統領は首都ジュバを掌握することに成功した。
2015年3月、赤松武駐南スーダン大使が離任。同年4月27日、紀谷昌彦が二代目の大使として着任。
首都では一応の安定を見たが、地方各地ではその後もマチャル元副大統領を担いだ反乱が相次ぎ、キール大統領は国際社会の協力なしに武力紛争を停止させることができなかった。
2015年8月、国際社会の調停の下で「南スーダンにおける衝突の解決に関する合意文書」が両関係当事者によって署名されたことにより、南スーダン内部での派閥抗争は一旦、停止した。
2016年4月、キール大統領は対立関係にあったマチャル元副大統領を第一副大統領に就任させるという懐柔策を取り、南スーダンは派閥対立の解消と復興へと向かうかと思われていた。
ところが、この懐柔策も結果として派閥抗争の解消には資さなかった。同年7月、キール大統領派の正規軍とマチャル第一副大統領派の武装勢力との間で銃撃戦を伴う衝突が発生し、南スーダンは再び内戦状態へと逆戻りした。この武力衝突はスーダンに駐在していた外国人にも決して無関係ではなく、国連の平和維持活動に参加していた中国人隊員2名（李磊と楊樹朋）が殺害され、5名が重軽傷を負った。また、バングラデシュの宿営地も攻撃を受けており、隊員が砲撃音から攻撃位置を特定して単発式の銃で計44発ほど応射、同宿営地では隊舎の一部が壊れたほか監視所や車両の窓なども破損した。国際協力機構（JICA）の関係者ら在留邦人47人が退避し、日本大使館員のうち4名も自衛隊機C130に搭乗して自衛隊の駐屯している近隣国のジブチへと避難した。南スーダンに踏み止まった紀谷大使を含む日本大使館員も、ジュバの大使館では身の安全を図れないと判断して陸上自衛隊の宿営地へ駆け込み、戦闘状態が終息するまで同宿営地で宿泊を続けた。
同月25日、マチャルは第一副大統領を解任された。その後、戦闘状態が沈静化して紀谷大使ら日本大使館員もジュバの大使館に戻ったが、キール大統領派とマチャル元第一副大統領派の派閥抗争が完全には解消しないまま現在に至っている。
同年12月23日、南スーダンに対して武器禁輸などの制裁を科す国連安保理の決議案の票決が行われたが、常任理事国の中国とロシアに加えて、非常任理事国の日本、アンゴラ、エジプト、セネガル、ベネズエラ、マレーシアの計8ヶ国が棄権に回り、廃案となった。同決議案を主導したのはオバマ政権のアメリカであったが、安倍政権の日本は、間もなく任期終了を迎えるオバマ政権の意向よりも、南スーダンを統治するキール大統領との関係維持を優先したことになる。後日、交渉担当者の岡村善文国連次席大使は朝日新聞の取材に応じて、現地へ自国部隊の派遣すらしていないオバマ政権アメリカの姿勢を指摘した上で「日本は南スーダンに自衛隊部隊を送って汗をかいているが、米国の関与は口先だけだ」と痛烈に批判し、武器禁輸だけに限定せず南スーダン政府高官の資産凍結などの余分な付帯事項が含まれている制裁決議案を評して「悪者を懲罰すれば正義が訪れるというカウボーイ的発想に過ぎる」と一蹴、あくまでも南スーダン政府が進める国家建設を支援することが必要である旨を強調した。
2017年3月10日、これまで南スーダンで国際貢献活動に従事していた自衛隊施設部隊を来たる5月末を目途に撤退させるとの方針が、日本政府により正式に発表された。5月27日、隊長の田中仁朗1佐を筆頭とする南スーダン派遣施設隊第11次要員が全員無事に帰国、5年強に及ぶ活動期間は陸自施設部隊の海外活動として過去最長となった。同日16時、青森駐屯地で若宮健嗣防衛副大臣らが列席する任務完了の報告式が開かれ、田中1佐は「全隊員は異常なく任務を完了しました」と報告し、これに応えて若宮防衛副大臣は「最長、最大規模となるPKO活動の最後を締めくくった皆さんには、国際平和協力の歴史の新たな一歩を切り開いたことを誇りに思ってほしい」と訓示し、情勢不安の中で国際貢献活動に従事した隊員をねぎらった。

## 防衛交流

### 日本の防衛関係者の南スーダン訪問
2011年12月、渡辺周防衛副大臣（民主党野田内閣）が南スーダンを訪問、日本の防衛閣僚としては初の訪問となる。
2013年4月、左藤章防衛大臣政務官が南スーダンを訪問、自民党議員の防衛閣僚としては初の訪問となる。2015年5月、石川博崇防衛大臣政務官が南スーダンを訪問。
2013年5月、小野寺五典防衛大臣が南スーダンを訪問、日本の防衛大臣としては初の訪問となる。その後、2015年1月に中谷元防衛大臣が、2016年10月には稲田朋美防衛大臣が南スーダンを訪問している。稲田防衛大臣は、デイヴィッド・ヤウ・ヤウ国防副大臣およびエレン・マルグレーテ・ロイ国際連合事務総長特別代表と会談を行い、続いて中力修1等陸佐が隊長を務める南スーダン派遣施設隊等（第10次要員）を視察し、隊員の現地での生活や活動について意見交換しただけでなく、隊員が日本に残してきた家族についても配慮しながら、任務遂行に当たっている隊員たちを激励した。

## スポーツ交流

### 東京オリンピック(2021年)
2020年に開催が予定された東京オリンピックに向け、南スーダンの陸上競技選手団（選手4人、コーチ５人）は群馬県の前橋市にて合宿を開始。しかし、2020年に発生した新型コロナの蔓延を受けて大会そのものが延期となる。選手たちは感染拡大のリスクから帰国も困難で、日本での練習継続を希望した。これを受けて前橋市は南スーダンの選手を支援を発表。滞在費は市のふるさと納税等で集め、選手たちは大会が開催される2021年の8月までの1年9か月を前橋市で過ごすことになった。支援金は3000万以上集まっており、選手たちの練習や防寒具、日本語学校に通う費用、または選手と地域の交流イベントに充てられた。この間選手達は地域の人々と交流したり、臨時コーチとなった同市の会社員からトレーニングの指導を受けた。選手たちが晴れて大会に出場した際には前橋市だけでなく、SNSでは彼らに対し「もはや群馬、前橋代表だ」という声まで上がり、日本中からも応援された。この大会でグエム・アブラハム選手は陸上男子1500メートルで予選敗退となったものの、南スーダンのナショナルレコードを更新した。一方、パラリンピックの男子400ｍと400mハードルの出場を目指していたアクーン選手とパラリンピック男子100ｍの出場を目指していたマイケル選手は、諸々の事情で出場できなかった。

## 選挙構築
南スーダンでは独立後に選挙を行っていないため、選挙制度が整備されていない。2024年に予定されている初の総選挙に備え、国際協力機構の協力で南スーダンの選挙管理委員会が日本で研修を受けている。

## 外交使節

### 駐日南スーダン大使
| 代 | 氏名                                 | 在任期間        | 官職名       | 備考                     |
| -- | ------------------------------------ | --------------- | ------------ | ------------------------ |
|    | クエル・アグエル・クエル・アニュオン | 2021年 - 2022年 | 臨時代理大使 |                          |
| 1  | クレン・アクエイ・パチ・ギャラン     | 2022年 - 2024年 | 特命全権大使 | 信任状捧呈は3月25日 初代 |
|    | フェリダ・サンティノ・ソロ           | 2024年          | 臨時代理大使 |                          |
|    | ジョン・ヤク・ジャニー・ジェック     | 2024年 - 2025年 | 臨時代理大使 |                          |
| 2  | ヴィクトリア・サミュエル・アルー     | 2025年 -        | 特命全権大使 | 信任状捧呈は5月28日      |

### 駐日南スーダン大使館
- 住所：東京都港区赤坂二丁目21-15 赤坂OSビル4階
- アクセス：東京メトロ銀座線/東京メトロ南北線溜池山王駅 11番出口

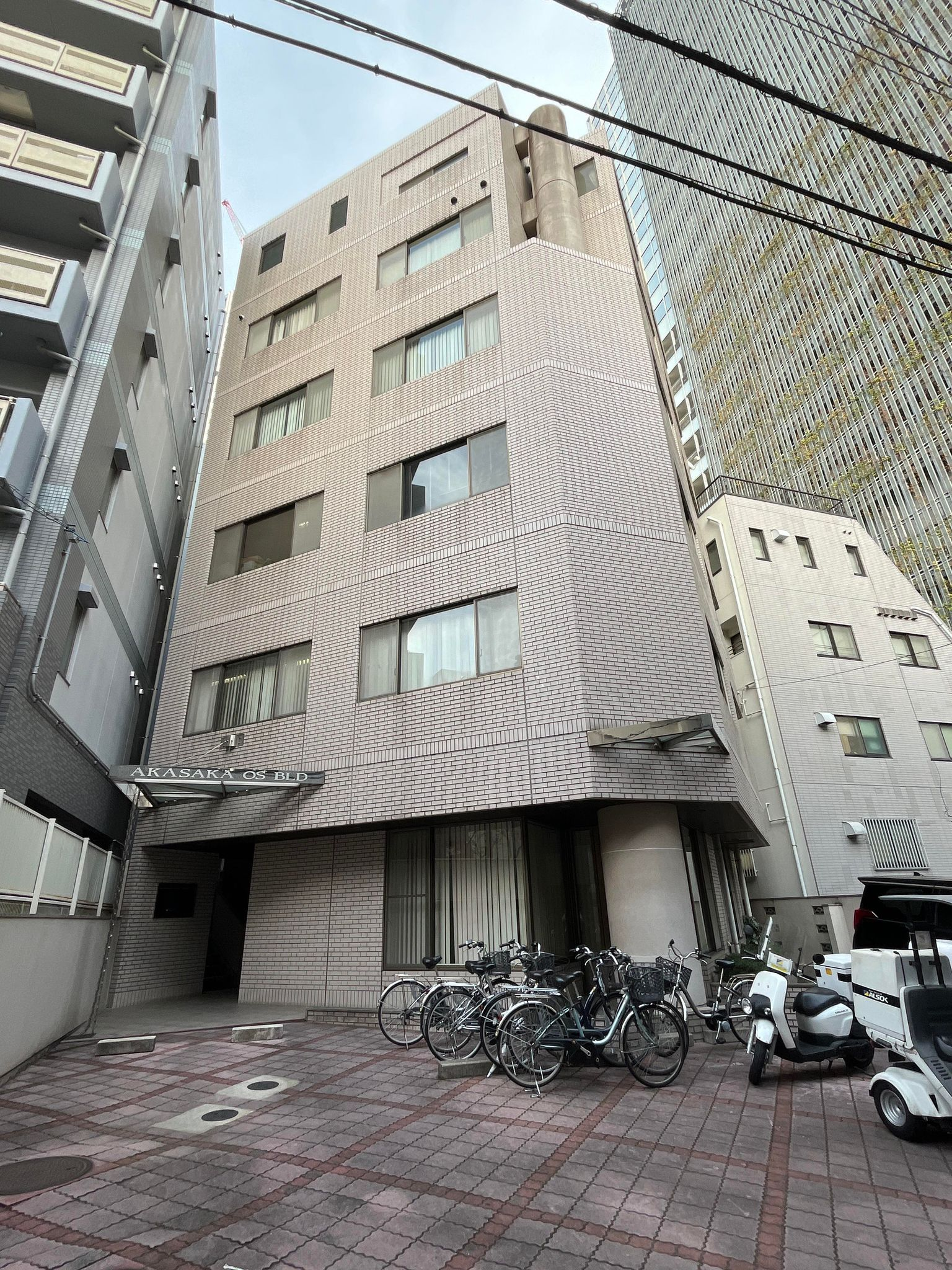
南スーダン大使館は赤坂OSビル4階